# Demokritos
Demokritos, Demokritos från Abdera, klassisk grekiska: Δημόκριτος, född cirka 460 f.Kr. i Abdera, död cirka 370 f.Kr., var en grekisk filosof, tillhörande den atomistiska skolan. Uppgifterna om Demokritos liv är motsägelsefulla, men han ägnade hela sitt liv åt allvarligt, metodiskt och vittomfattande vetenskapligt forskningsarbete. Hans otaliga skrifter omfattar ungefär alla grenar av den dåtida vetenskapen: matematik, astronomi, geografi, medicin, biologi, fysik, kunskapsteori, etik, filologi och konstlära.

## Vetenskap

### Atomism
Demokritos får ofta äran för att ha grundat atomläran, trots att det är hans lärare Leukippos som är den egentliga teorins skapare. Demokritos menade att allt i universum består av antingen tomhet eller mycket små elementarpartiklar som han kallade atomer (vilket betyder "odelbar"). Dessa rör sig slumpmässigt i kosmos, kolliderar då och då och klungar ihop sig till fasta kroppar. Allt kan förklaras genom atomernas rörelser, inklusive den levande kroppen och människans själsliv.
Atomerna är enligt Demokritos kvalitativt lika varandra men olika till gestalt, storlek och därför också till tyngd. I kraft av denna sin tyngd faller de i det tomma rummet nedåt, men med olika hastighet och samlar sig därför till kroppar. Kropparnas tyngd och hårdhetsgrad beror på hur stor mängd av atomer som de består av, och på den grad av täthet med vilken de sluter sig till varandra. Smak och färg beror på det intryck som atomerna framkallar på våra sinnen genom storlek och form. Och eftersom det inte finns något annat verkligt än atomer och tomt rum måste enligt Demokritos även vår själ bestå av atomer, visserligen av finaste slag, och genom dessas rörelse framkallas tänkandet.
Genom att tillåta både tomhet, rörelse och oföränderlighet (atomernas odelbara natur) kunde Demokritos lösa de paradoxer angående rörelse och förändring som Parmenides stått för, vilka lett honom till att förneka den empiriska verklighetens giltighet och våra sinnens pålitlighet.
Ett urval av Demokritos atomistiska satser följer nedan:
Av ingenting blir ingenting. Ingenting, som är, kan förintas. All förändring är endast förening och upplösning av delar.
Ingenting sker av en slump, utan allt av en grund och med nödvändighet.
Det ges ingenting utom atomerna och det tomma rummet. Allt annat är subjektiva förmodanden.
Atomerna är oändligt många och varandra till formen oändligt olika. Under en evigt fallande rörelse genom det oändliga rummet studsar de större, vilka faller hastigare, mot de små. De härigenom uppkommande sidorörelserna och virvlarna utgör början till världsbildningen. Otaliga världar bildas och förgås åter, samtidigt såväl som efter varandra.
Alla tings olikhet härrör sig från deras atomers olikhet till antal storlek, form och ordning. Det finns inte någon kvalitativ olikhet hos atomerna. Atomerna har inte några inre tillstånd; de verkar på varandra blott igenom tryck och stöt.
Själen består av fina, glatta och runda atomer, av samma slag som eldens. Dessa atomer är de rörligaste, och genom deras rörelse, vilken genomtränger hela kroppen, frambringas livets företeelser.

### Matematik
Demokritos var en pionjär inom matematik, särskilt geometri. Detta känner vi bara genom citat av hans arbeten (Om tal, Om geometri, Om avbildning bland andra) i andras skrifter, då merparten av Demokritos verk inte överlevde medeltiden. Han var bland de första att konstatera att volymen hos en kon eller pyramid är en tredjedel av den hos cylindern respektive prismat med samma bas och höjd.

### Astronomi
Demokritos hävdade att universum var oändligt och evigt och innehöll oändligt många atomer. Han var även den förste kände filosof som insåg att det himlafenomen som kallas Vintergatan (latin Via Lactea) består av ljus från avlägsna stjärnor. Andra filosofer, senare även Aristoteles, hade invändningar mot detta. Demokritos menade därtill, att kosmos innehåller ett otal världar, av vilka vissa är bebodda.
Demokritos var under renässansen känd som "den skrattande filosofen", då det ansågs att han konstant skrattade åt människornas enfald. Hans motpol var Herakleitos, "den gråtande filosofen".

## Filosofi

### Etik
Demokritos står i sitt tänkande under inflytande av sin landsman Protagoras, särskilt när det gäller etiken. I sig är ingenting gott och ont, utan endast i relation till de förnimmelser som tingen väcker inom oss. Den starkares rätt är enligt Demokritos visserligen grundad i naturen, men den inskränks genom statsordningen, som hela vårt väl och ve är beroende av. Därför består den första dygden i pliktuppfyllelse gentemot samhället och dess enskilda medlemmar. Var och en som kränker denna plikt, den som mördar och rövar, ska man slå ihjäl såsom ett vilt djur. Detta gäller också för vårt förhållande till djuren. Endast sådana som "gör ont eller vill göra ont" är det tillåtet att döda. Det rätta bör vi enligt Demokritos göra inte av fruktan för underjordens fasor, som är inbillade, eller för mänskligt straff, utan för att det är det rätta och av aktning för oss själva. Medvetandet att ha fyllt vår plikt ger oss den glada sinnesro (grekiska: εὐθυμία, euthymia) som är det högsta goda som för oss är möjligt att uppnå. Lycka och olycka beror inte av yttre ting, utan i vårt bröst bor vår gode eller onde demon. En varaktig känsla av välbehag skänker endast andliga njutningar, betraktandet av sköna konstverk och framförallt den vetenskapliga forskningen, ty "bildning är i lyckan ett smycke, i olyckan en lugn tillflykt".
De flesta av de etiska citat som finns bevarade av Stobaeus är närmast att betrakta som maximer, sentenser eller visdomsord av relativt okontroversiell och praktisk natur. Vilken koppling hans etiska teorier har till atomismen är fortfarande oklart. Vissa författare (däribland Gregory Vlastos) verkar mena att Demokritos kan ha betraktat den välordnade själen som en motsvarighet till det välordnade universum (kosmos) och sett de praktiska maximerna som sätt att uppnå detta. Det finns dock för lite konkret material att tillgå för att någon enskild hittills framlagd tolkning ska bli helt accepterad.
Det bör dock understrykas att Epikuros, som såg maximerandet av människornas välmående som det högsta goda, härledde sin etiska filosofi ur atomläran.

## Inflytande
Demokritos atomlära fick föga genomslag hos samtiden, som hade tröttnat på naturfilosofi. De lärjungar, som Demokritos lämnade efter sig, nedsjönk dessutom alltmer i kunskapsteoretiskt tvivel och försummade mästarens naturvetenskapliga system, till dess Epikuros efter ett århundrade drog fram det ur glömskan och tog det till grundval för sin egen lärobyggnad. 
Demokritos levde själv i det avlägsna Abdera vid Thrakiens kust. Visserligen hade han företagit vidsträckta studieresor, men han försmådde att såsom landsmannen Protagoras uppträda såsom populär föreläsare. Därför förblev han okänd utanför hemorten, inte minst i Aten som var medelpunkten för dåtidens andliga liv.

## Utmärkelser
Asteroiden 6129 Demokritos är uppkallad efter honom.